# Richard Tucker
Richard Tucker (n. 28 august 1913, Brooklyn, New York – d. 8 ianuarie 1975, Kalamazoo, Michigan) a fost un tenor de operă și  cantor evreu american.

### Exemple audio
- Richard Tucker in La Fanciulla del West[nefuncțională]
- Renata Tebaldi and Richard Tucker in a scene from Puccini's "Manon Lescaut"[nefuncțională]
- Richard Tucker in Operetta[nefuncțională]

1. 1 2  Richard Tucker, Gran Enciclopèdia Catalana
2. 1 2  „Richard Tucker”, Gemeinsame Normdatei, accesat în 4 mai 2014
3. 1 2  Richard Tucker, Brockhaus Enzyklopädie, accesat în 9 octombrie 2017
4. 1 2  Richard Tucker, Encyclopædia Britannica Online, accesat în 9 octombrie 2017
5. ↑  Richard Tucker, SNAC, accesat în 9 octombrie 2017
6. ↑  Richard Tucker, Find a Grave, accesat în 9 octombrie 2017
7. ↑  Autoritatea BnF, accesat în 10 octombrie 2015
8. ↑  CONOR.SI[*] Verificați valoarea |titlelink= (ajutor)
9. ↑   https://commencement.miami.edu/about-us/archives/honorary-degree-recipients/index.html Lipsește sau este vid: |title= (ajutor)